# Présidence danoise du Conseil de l'Union européenne en 1993
La présidence danoise du Conseil de l'Union européenne en 1992 désigne la cinquième présidence du Conseil de l'Union européenne effectuée par le Danemark depuis son entrée dans l'Union européenne en 1973.
Elle fait suite à la présidence britannique de 1992 et précède celle de la présidence belge du Conseil de l'Union européenne à partir du 1er juillet 1993.